# Jean-Amand Lamaze
Pour les articles homonymes, voir Lamaze.
 (janvier 2022).
Jean-Amand Lamaze, né le 28 mars 1833 à Saint-Michel-sur-Meurthe (France) et mort le 9 septembre 1906 à Maofaga dans l'archipel des îles Tonga, est un prêtre missionnaire français, vicaire apostolique de l'Océanie centrale et administrateur apostolique de l'archipel des Navigateurs.

## Biographie

### Formation
Jean-Amand Lamaze est le fils de Michel Lamaze, cultivateur, et de Marie-Christine Jacquot.
Il est ordonné prêtre le 1er mai 1857 pour le diocèse de Saint-Dié. Il est alors nommé vicaire à Saulxures-sur-Moselotte mais entre dans la Société de Marie le 24 septembre 1862. La congrégation qui participe à l'évangélisation de l'Océanie et il est envoyé en mission vers les îles Tonga en 1863.

### Vicaire apostolique de l'Océanie centrale
Le 23 mai 1879, il est choisi pour succéder à Aloys Elloy. Nommé évêque titulaire d'Olympe (de), vicaire apostolique de l'Océanie centrale et administrateur apostolique de l'archipel des Navigateurs, il est sacré le 21 décembre suivant à la primatiale Saint-Jean de Lyon par Louis-Marie Caverot, cardinal-archevêque de Lyon.
Aux îles Tonga comme dans l'archipel des Navigateurs, Jean Lamaze s'attache à l'évangélisation par l'instruction des jeunes et à la construction d'églises. Dans cette même île de Futuna, il ordonne le 19 décembre 1885 les premiers prêtres autochtones de l'Océanie centrale.
À Wallis et Futuna il œuvre en faveur de l'établissement du protectorat français, effectif en 1887 pour Wallis et 1888 pour Futuna. 
En 1889, il se rend à Rome pour assister à la béatification de Pierre Chanel, prêtre de la Société de Marie, martyr à Futuna en 1841, par Léon XIII
Il meurt le 9 septembre 1906. Ses funérailles sont célébrées dans l'église de Maofaga, en présence du roi et de l'ensemble des ministres du gouvernement local.